# The Lone Gunmen
The Lone Gunmen é uma série de televisão dramática, de ficção e conspiração, criada por Chris Carter, Vince Gilligan, John Shiban e Frank Spotnitz . O programa foi ao ar originalmente em 4 de março de 2001, a 1 de junho de 2001, na Fox . É um spin-off da série de televisão de ficção científica de Carter , The X-Files e, como tal, faz parte da franquia The X-Files, estrelando vários personagens do programa. Apesar das críticas positivas, sua audiência caiu, e o programa foi cancelado após treze episódios. O último episódio terminou em um momento de angústia que foi parcialmente resolvido em um episódio da nona temporada de Arquivo X intitulado " Jump the Shark ".
A série gira em torno do trio titular The Lone Gunmen : Melvin Frohike, John Fitzgerald Byers e Richard Langly, investigadores particulares que dirigem uma revista de teoria da conspiração . Eles muitas vezes ajudaram o agente especial do FBI Fox Mulder em Arquivo X.

## Visão geral da série
Enquanto The X-Files trata principalmente de eventos paranormais e conspirações para encobrir contatos extraterrestres, The Lone Gunmen baseia-se em atividades secretas de outros tipos, como o terrorismo patrocinado pelo governo, o desenvolvimento de uma sociedade de vigilância, o crime corporativo e os nazistas fugitivos. O show tem um clima leve e elementos de comédia pastelão . O trio é alternadamente auxiliado e atrapalhado por um misterioso ladrão chamado Yves Adele Harlow.

## Semelhanças com os ataques de 11 de setembro na história piloto
No episódio piloto, que foi ao ar em 4 de março de 2001 (exatamente seis meses e uma semana antes dos ataques de 11 de setembro ), membros desonestos do governo dos EUA sequestram remotamente um avião que voava para Boston, planejando derrubá-lo no mundo. Trade Center, e permitir que grupos terroristas antiamericanos recebam o crédito, para obter apoio para uma nova guerra lucrativa após a Guerra Fria . Os heróis finalmente substituem os controles, frustrando a trama.

## Personagens
- John Fitzgerald Byers: Retratado por Bruce Harwood . Byers nasceu em Sterling, Virgínia, em 22 de novembro de 1963, dia em que John F. Kennedy foi assassinado, e recebeu o nome do presidente caído. - seus pais planejavam originalmente chamá-lo de Bertram em homenagem a seu pai. Byers idolatrava seu homônimo, mas sempre suspeitou da verdadeira causa de sua morte.[6] Byers trabalhou como oficial de relações públicas da Comissão Federal de Comunicações (FCC) em Baltimore até maio de 1989. Byers parece ter algum conhecimento prático de medicina, genética e química .[7]
- Melvin Frohike: Retratado por Tom Braidwood . Frohike nasceu por volta de 1945 em Pontiac, Michigan . Antes de ingressar no Lone Gunmen, ele foi um aclamado dançarino de tango em Miami . Ao desistir do tango, ele percorreu o país com hippies antes de fundar a Frohike Electronics Corp., especializada em hardware de intrusão de cabos.[8]
- Richard "Ringo" Langly: Retratado por Dean Haglund . Langly nasceu em 1965 em Saltville, Nebraska. Ele mostrou aptidão para computadores desde cedo, o que foi desaprovado por seus pais.[9] Langly é o especialista em computadores, hacking e programação do The Lone Gunmen. Ele é possivelmente o mais paranóico dos Pistoleiros, gravando todas as ligações recebidas, incluindo as de Fox Mulder .
- Yves Adele Harlow: Retratado por Zuleikha Robinson . Harlow é uma ladra femme fatale que às vezes trabalha com o trio Lone Gunmen (embora às vezes ela seja sua rival). O pseudônimo Yves Adele Harlow é um anagrama de Lee Harvey Oswald . Mais tarde, foi revelado no episódio "Jump the Shark" de Arquivo X que o nome verdadeiro de Yves é Lois Runtz.
- Jimmy Bond : Retratado por Stephen Snedden. Embora Bond compartilhe a bravura e a fisicalidade de seu homônimo, ele inicialmente parece ser rico, mas não muito inteligente, e é fascinado pelos Lone Gunmen, que muitas vezes o consideram um incômodo, mas apreciam seu apoio financeiro para apoiar a revista The Lone Gunman . Sua graça salvadora é seu otimismo sem limites, aliado a uma visão idealista que os cansados Pistoleiros gostariam de ainda ter.

## Produção
A série foi filmada em Vancouver, Colúmbia Britânica, Canadá, e na cidade de Nova Iorque, Nova Iorque, Estados Unidos. 

## Episódios

### Temporada 1 (2001)
| Não. | Título                             | Dirigido por      | Escrito por                                                  | Data de exibição original | Prod. código | Espectadores dos EUA (milhões) |
| --- | ---------------------------------- | ----------------- | ------------------------------------------------------------ | ------------------------- | ------------ | ------------------------------ |
| 1 | "Piloto"                           | Rob Bowman        | Chris Carter , Vince Gilligan , John Shiban e Frank Spotnitz | 4 de março de 2001        | 1AEB79       | 13.23                          |
| Enquanto os Pistoleiros Solitários são frustrados em sua tentativa de roubar um chip de computador por Yves Adele Harlow , Byers recebe a notícia da morte de seu pai, e o trio logo se vê desvendando uma conspiração do governo sobre uma tentativa de voar um avião comercial contra o World Trade Center. , com o aumento das vendas de armas para os Estados Unidos como resultado pretendido. |                                    |                   |                                                              |                           |              |                                |
| 2 | "Bond, Jimmy Bond"                 | Bryan Spicer      | Vince Gilligan, John Shiban e Frank Spotnitz                 | 11 de março de 2001       | 1AEB01       | 9h00                           |
| Enquanto procuram o assassino de um infame hacker, os três Pistoleiros Solitários encontram um quarto membro quando se deparam com o treino de um time de futebol para cegos. |                                    |                   |                                                              |                           |              |                                |
| 3 | "Eine Kleine Frohike"              | David Jackson     | John Shiban                                                  | 16 de março de 2001       | 1AEB02       | 5,38                           |
| Com a ajuda de Yves, Frohike tenta convencer uma mulher suspeita de ser um criminoso de guerra nazista de que ele é seu filho há muito perdido – e sobreviver para falar sobre isso. |                                    |                   |                                                              |                           |              |                                |
| 4 | "Como água para octanagem"         | Richard Compton   | Collin Friesen                                               | 18 de março de 2001       | 1AEB03       | 8,90                           |
| Enquanto procuram um carro movido a água, os Pistoleiros encontram silos de mísseis, funcionários rudes do governo e vacas. |                                    |                   |                                                              |                           |              |                                |
| 5 | "Três homens e uma fralda fumante" | Bryan Spicer      | Chris Carter                                                 | 23 de março de 2001       | 1AEB04       | 4,87                           |
| Os Lone Gunmen se transformam em babás enquanto trabalham para expor a verdade por trás de um assassinato ligado a um senador que busca a reeleição. |                                    |                   |                                                              |                           |              |                                |
| 6 | "Senhora, eu sou Adam"             | Bryan Spicer      | Thomas Schnauz                                               | 30 de março de 2001       | 1AEB06       | 6.13                           |
| Um homem contata os Pistoleiros Solitários, acreditando que sua vida foi roubada após ser abduzido por alienígenas . Eles acabam sendo pegos em um triângulo amoroso envolvendo um vendedor de aparelho de som caolho, lavagem cerebral e um anão lutador. |                                    |                   |                                                              |                           |              |                                |
| 7 | "Planeta dos Frohikes"             | John T. Kretchmer | Vince Gilligan                                               | 6 de abril de 2001        | 1AEB05       | 5,59                           |
| Os Pistoleiros Solitários recebem um e-mail de um chimpanzé engenhoso, que se autodenomina Simon White-Thatch Potentloins, tentando escapar de um laboratório do governo. |                                    |                   |                                                              |                           |              |                                |
| 8 | "Máximo de Byers"                  | Vicente Misiano   | Vince Gilligan e Frank Spotnitz                              | 13 de abril de 2001       | 1AEB07       | 6.31                           |
| A mando da mãe de um homem, Byers e Jimmy Bond se passam por prisioneiros no corredor da morte em uma penitenciária do Texas para provar a inocência do homem. |                                    |                   |                                                              |                           |              |                                |
| 9 | "Diagnóstico: Jimmy"               | Bryan Spicer      | John Shiban                                                  | 20 de abril de 2001       | 1AEB08       | 5,34                           |
| Enquanto se recuperava em um hospital, Jimmy começa a suspeitar que seu médico seja um assassino procurado. Enquanto isso, os Pistoleiros tentam deter um homem que mata ursos pardos para vender suas vesículas biliares. |                                    |                   |                                                              |                           |              |                                |
| 10 | "Tango dos Pistoleros"             | Bryan Spicer      | Thomas Schnauz                                               | 27 de abril de 2001       | 1AEB10       | 3,87                           |
| Yves e Frohike disfarçam-se como dançarinos de tango para impedir um homem de vender segredos do governo. |                                    |                   |                                                              |                           |              |                                |
| 11 | "O jogo da Mentira"                | Richard Compton   | Nandi Bowe                                                   | 4 de maio de 2001         | 1AEB09       | 5.09                           |
| Enquanto investigam a morte do colega de quarto de Byers na faculdade, The Lone Gunmen encontram evidências que implicam o diretor assistente do FBI, Walter Skinner . |                                    |                   |                                                              |                           |              |                                |
| 12 | "O Capitão Toby Show"              | Carol Banqueiro   | Vince Gilligan, John Shiban e Frank Spotnitz                 | 1º de junho de 2001       | 1AEB11       | 4,56                           |
| Os Lone Gunmen tentam resolver os assassinatos de dois agentes do FBI que trabalhavam disfarçados na série de TV favorita de Langly. |                                    |                   |                                                              |                           |              |                                |
| 13 | "Tudo sobre Yves"                  | Bryan Spicer      | Vince Gilligan, John Shiban e Frank Spotnitz                 | 11 de maio de 2001        | 1AEB12       | 5,25                           |
| Os Lone Gunmen se unem ao agente do Man in Black, Morris Fletcher , para encontrar Yves. O que eles descobrem é Romeo-61, uma organização governamental secreta responsável por décadas de grandes incidentes. |                                    |                   |                                                              |                           |              |                                |

## Lançamento de vídeo caseiro
A Fox Home Entertainment lançou oficialmente a série em um DVD de três discos da Região 1, incluindo o episódio da nona temporada de Arquivo X intitulado "Jump the Shark" (que encerra o suspense que encerrou The Lone Gunmen ) como um episódio adicional. Foi lançado nos Estados Unidos em 29 de março de 2005 e no Reino Unido em 31 de janeiro de 2006.

## Recepção e impacto

### Avaliações
The Lone Gunmen recebeu críticas geralmente favoráveis dos críticos. Julie Salamon, do The New York Times, deu-lhe uma crítica favorável, afirmando que é "muito bem: habilmente filmado, editado e escrito". O escritor do Los Angeles Times, Howard Rosenberg, deu à série uma crítica moderadamente positiva, dizendo que "um pouco dela é muito engraçado". Aaron Beierle, escrevendo para DVD Talk, premiou o show com 4 estrelas de 5. Beierle considerou as histórias "agradáveis, inteligentes e bem escritas" e descreveu os personagens como "terrivelmente memoráveis". Eric Profancik, escrevendo para DVD Verdict, afirmou que o material é "muito bom" e descreveu os enredos como "histórias fortes e incomuns".
Sobre a recepção do programa, Vince Gilligan, o co-criador do programa, disse: "Tenho muito carinho por The Lone Gunmen . Acho que acabou cedo demais. Fiquei arrasado quando The Lone Gunmen foi cancelado após sua primeira temporada. The Lone Gunmen até hoje é um programa do qual ainda me orgulho, e sempre terei orgulho. Isso meio que aponta para um fenômeno interessante sobre a televisão - você não pode dizer com antecedência se um programa vai funcionar para um público. Eu compararia The Lone Gunmen com qualquer coisa que fiz antes ou depois. Por alguma razão, o timing, eu acho, sendo a melhor coisa a apontar, simplesmente não agradou ao público. Se The Lone Homens armados surgiram talvez alguns anos antes, ou alguns anos depois, talvez tivesse dado certo." Ele também disse: "minha convicção absoluta é que aprendemos com o fracasso, não aprendemos com o sucesso. E aquele programa foi, em termos estritos, um fracasso. Certamente durou apenas 13 episódios e depois foi lançado. Mas estou ainda estou orgulhoso daquele programa e nos divertimos muito fazendo-o. Mas o 'fracasso' daquele programa - e eu uso aspas em torno da palavra fracasso porque gostei do que fizemos com ele - isso realmente não me diz muito daqui para frente. Porque acredito que grande parte da televisão se resume ao tempo.
Chris Carter também ficou muito orgulhoso do programa: "Acho que é realmente um dos melhores trabalhos que todos nós já fizemos. Não sei se estava à frente de seu tempo, mas foi certamente um dos melhores programas que fizemos. fez."

### Avaliações Nielsen
| Temporada | Período de tempo ( ET )                                                        | Estreou            | Estreou                                         | Terminou            | Terminou                                  | Classificação | Espectadores <br> (em milhões) |
| Temporada | Período de tempo ( ET )                                                        | Data               | Pré estreia <br> espectadores <br> (em milhões) | Data                | Final <br> espectadores <br> (em milhões) |               |                                |
| --------- | ------------------------------------------------------------------------------ | ------------------ | ----------------------------------------------- | ------------------- | ----------------------------------------- | ------------- | ------------------------------ |
| 1         | Sexta-feira 9:00 tarde (episodes 3, 5–13) Domingo 9:00 tarde (episodes 1–2, 4) | 4 de março de 2001 | 13.23                                           | 1º de junho de 2001 | 4,56                                      | #111          | 5.3                            |

Embora o episódio de estreia tenha atraído 13,23 milhões de espectadores, sua audiência começou a cair constantemente.

### Prêmios
O episódio piloto ganhou um Prêmio CSC da Sociedade Canadense de Cinematógrafos de Melhor Fotografia - Drama de TV de Robert McLachlan.